# Prismatolaimus waipukea
Prismatolaimus waipukea är en rundmaskart som först beskrevs av Yeates 1967.  Prismatolaimus waipukea ingår i släktet Prismatolaimus och familjen Prismatolaimidae. Inga underarter finns listade i Catalogue of Life.